# Arçon (Garonne)
Pour les articles homonymes, voir Arçon.
L'Arçon est un ruisseau du sud de la France, dans la région Occitanie, dans le département du Gers, affluent du Gers (rive droite), et donc sous-affluent de la Garonne.

## Géographie

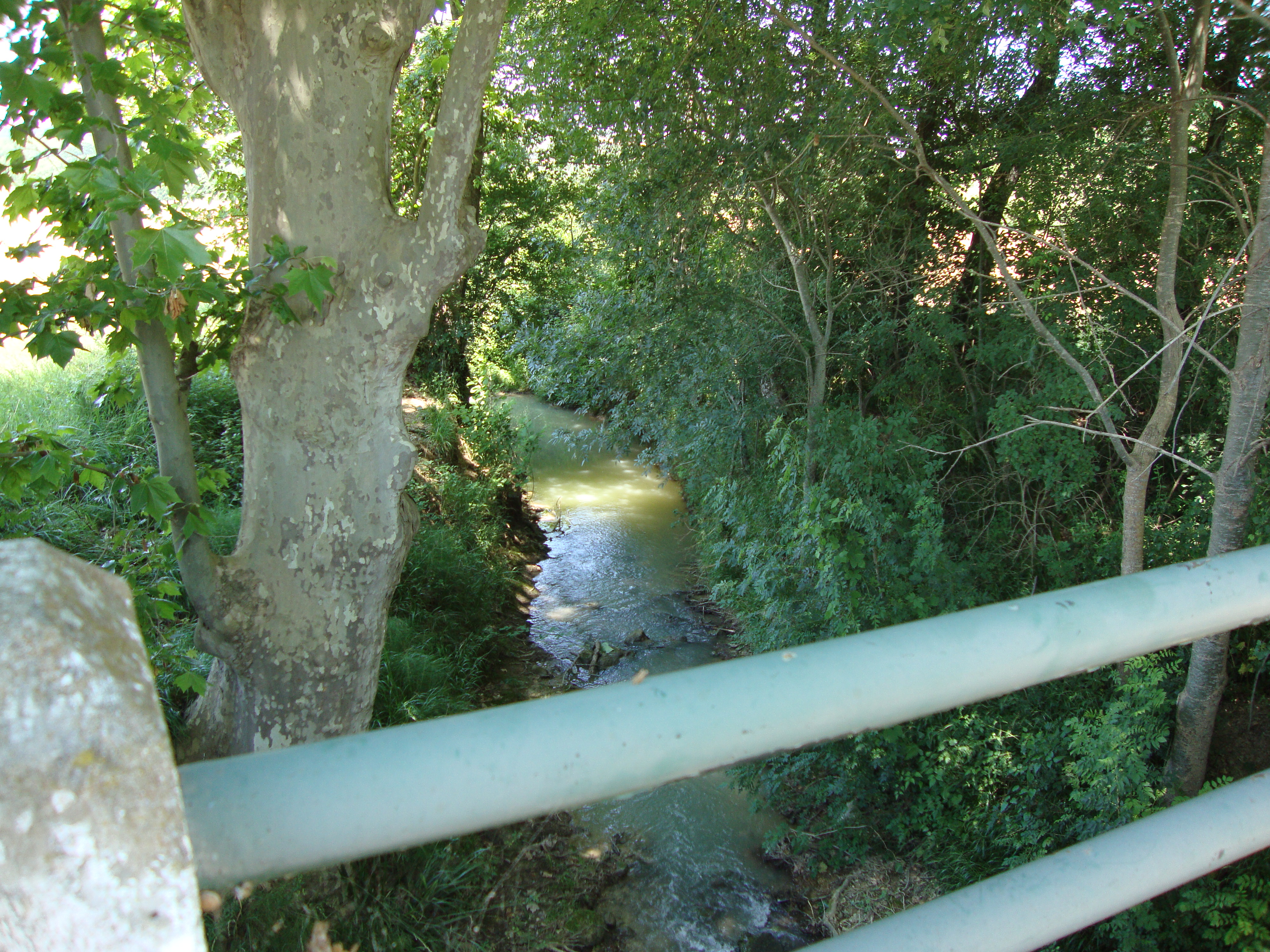
L'Arçon à Montégut.

De 18,1 km de longueur, l'Arçon prend sa source à 280 mètres d'altitude, près du lieu-dit Malard, sur la commune de Auterive, à la limite de Haulies.
Il se jette dans le Gers en rive droite, à Preignan au lieu-dit L'Armand, à la limite de Roquelaure, à 114 mètres d'altitude, à 8 km au nord d'Auch, et à l'ouest de la route nationale 21, et au nord-est de l'aérodrome d'Auch - Gers.

### Communes et cantons traversés
Dans le seul département du Gers, il traverse huit communes et deux cantons :
Auterive, Haulies, Pessan, Montégut, Auch, Leboulin, Montaut-les-Créneaux et Preignan.
Soit en termes de canton, l'Arçon prend sa source dans le canton d'Auch-Sud-Est-Seissan, et conflue dans le canton d'Auch-Nord-Est, le tout dans l'arrondissement d'Auch.

## Affluents
L'Arçon a douze affluents contributeurs référencés dont :
- le ruisseau de Larroussagnet (rd), 9,4 km, avec quatre affluents et rang de Strahler quatre, dont :
  - le ruisseau des Carrerasses (rd), 2,8 km.
  - le ruisseau de Leboulin (rd), 4,1 km.
- le ruisseau de Pey Barbé (rd) 3,7 km.
- le ruisseau d'En Tourette (rd) 2,5 km.

Le rang de Strahler est donc de cinq.

## Organisme gestionnaire
Le SIAEP Auch Nord ou Syndicat Intercommunal d'Adduction d'Eau Potable œuvre depuis décembre 1956 sur vingt communes au nord d'Auch. Son siège est à Preignan. Le SPANC est créé en octobre 2002 avec vingt-trois communes aujourd'hui.